# Szacsvay Imre (politikus)
Szacsvay Imre (Kisürögd, 1818. november 1. – Pest, 1849. október 24.) ügyvéd, politikus, országgyűlési követ, az 1848–49-es szabadságharc vértanúja.

## Élete
A Szacsvay család régi székely származású, nevét Háromszék vármegye Szacsva nevű helységéről kapta. Az esztelneki ágból Szacsvay István és Bartos Anna fiai, Ádám és István a Székelyföldről Bihar megyébe telepedtek át és ott alapítottak családot. A család 1827-ben hirdette ki nemességét.
Szacsvay Imre a Bihar megyei Kisürögdön született, de Biharsályiban anyakönyvezték, akkor még Szatsvayként írták be a nevét. Apja, Szacsvay Lajos, a váradi káptalan főerdésze, uradalmi ispán volt; anyja, Szilvay Johanna a Roskoványi családdal volt rokonságban. Ő maga a nevét rendszerint ifjú Szacsvay Imre névalakban használta, megkülönböztetésül nagybátyjától, id. Szacsvay Imrétől, aki a nagyváradi 55. honvédzászlóalj századosaként az 1849. február 8-i piski csatában halálos sebet kapva öt nappal később, február 13-án elhunyt.
Tanulmányait a Nagyváradi Római Katolikus Főgimnázium elvégzése után a Nagyváradi Királyi Katolikus Jogakadémián folytatta, ahol elvégezte a jogi kar első évét, de a másodévet már Kassán fejezte be 1836-ban.
A reformellenzék bihari vezére, Beöthy Ödön (1796–1854) 1839-ben magával vitte Pozsonyba az országgyűlésre, hivatalos írnoknak, úgynevezett kis követnek. Az ügyvédi vizsgákat is ott tette le. Ezután Váradon ügyvédi irodát nyitott. 1840. május 10-én a váradi járás esküdtjének választották meg. Miután kiszorították hivatalából, magánügyvédként működött.
1848-ban mint a liberálisok egyik vezére aktív feladatot vállalt a polgárok mozgósításában és vezetésével 1848. március 13-án reggelre röplapokkal árasztották el Várad utcáit. 1848. május 10-én Kossuth kinevezte a nagyváradi kincstári uradalom ügyészévé. 1848. június 24-én a népgyűlés megválasztotta Váradolaszi és Újváros országgyűlési képviselőjének. Nagyvárad követeként a kormánypárt baloldalán, Kossuth személyes híveként foglalt helyet.
Miután az országgyűlés Debrecenbe tette át székhelyét, 1849. január 13-án beválasztották a képviselőház jegyzői karába. Jegyzői feladatát összesen 17 alkalommal végezte.
Radikalizálódásának köszönhető, hogy 1849. április 5-én alapító tagja, majd pedig az egyik vezető politikusa lett a Radikális Pártnak, amelynek programjában Magyarország önállósága és függetlensége állt.
1849. április 13-án az egész napos zárt ülésen pártolta Kossuth trónfosztási indítványát. Szacsvay Imre legjelentősebb művei közé tartozik a függetlenségi nyilatkozat. Megszerkesztésében, szövegezésében tevékenyen részt vett, ő olvasta fel és a neve ott szerepel a dokumentum aláírói között is. Emiatt írta róla később egy mára szinte elfelejtett váradi költő, Katona Mihály: „Egy tollvonás volt bűne”.
A világosi fegyverletétel után hazament Nagyváradra, majd Árpádon bujdokolt. Tartózkodási helyét elárulták, Jósa Péter hírhedt császári biztos pedig elfogatta. A nagyváradi várbörtönből átszállították Pestre, az Újépületbe. A fővád ellene a függetlenségi nyilatkozat fogalmazása és aláírása, egyéb vádak a felségsértés és a lázadás volt. Az árulás vádját elutasította, kimondva: „Nem bűn, ha valaki szereti népét, és hazájáért munkál.”
A halálos ítélete kihirdetésekor, még aznap levelet írt testvéröccsének, amelynek zársorai így hangzanak: „Meghalok, ha kell, lelkem nyugodt, vétek sohasem terhelé, minden bűnöm az, hogy képviselői kötelességemet elébe tettem saját személyemnek.”
Kivégzésére 1849. október 24-én reggel fél hétkor került sor. A pesti Újépület melletti fatéren akasztották fel Perényi Zsigmonddal, a felsőház elnökével és Csernus Menyhért pénzügyminiszteri tanácsossal együtt.
21 évig jeltelen sírban nyugodott, majd 1870. november 1-jén vele együtt kilenc vértanú közös emlékkövét avatták fel (ma 31-es, illetve 1848–49-es parcella) a Kerepesi úti temetőben.

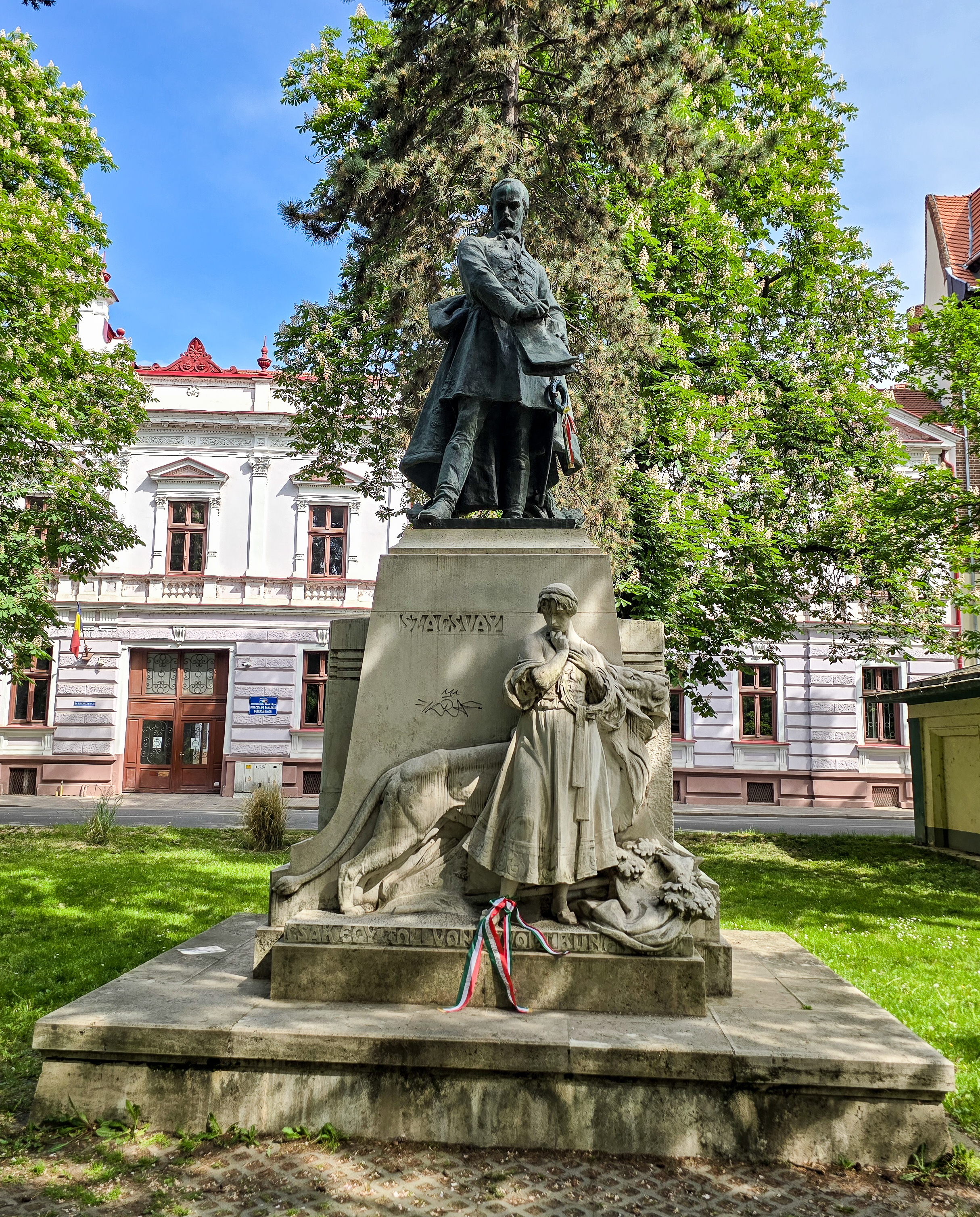
Szobra Nagyváradon, a Sebes-Körös menti parkban
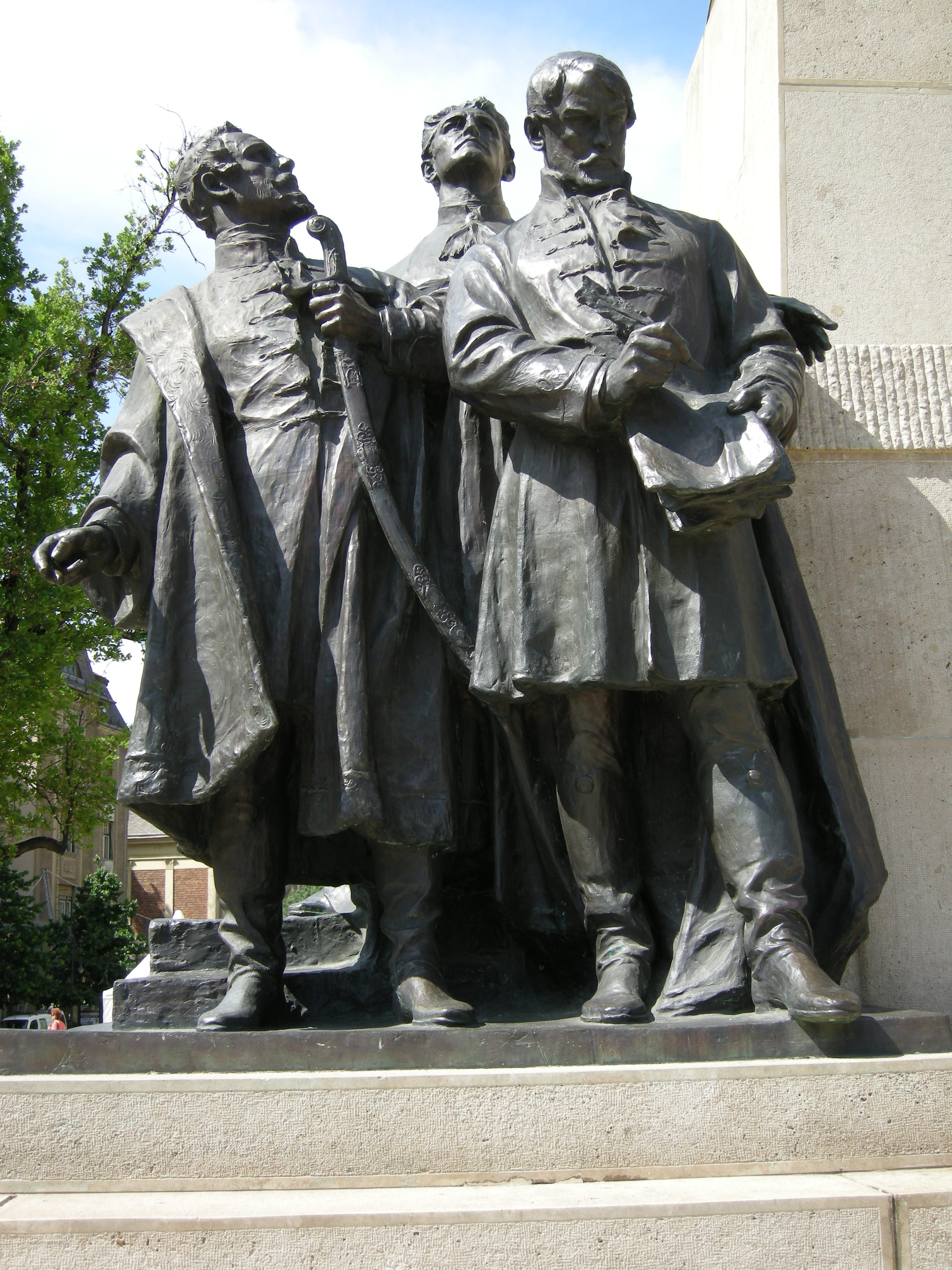
Szobra a debreceni Kossuth-szobor talapzatán
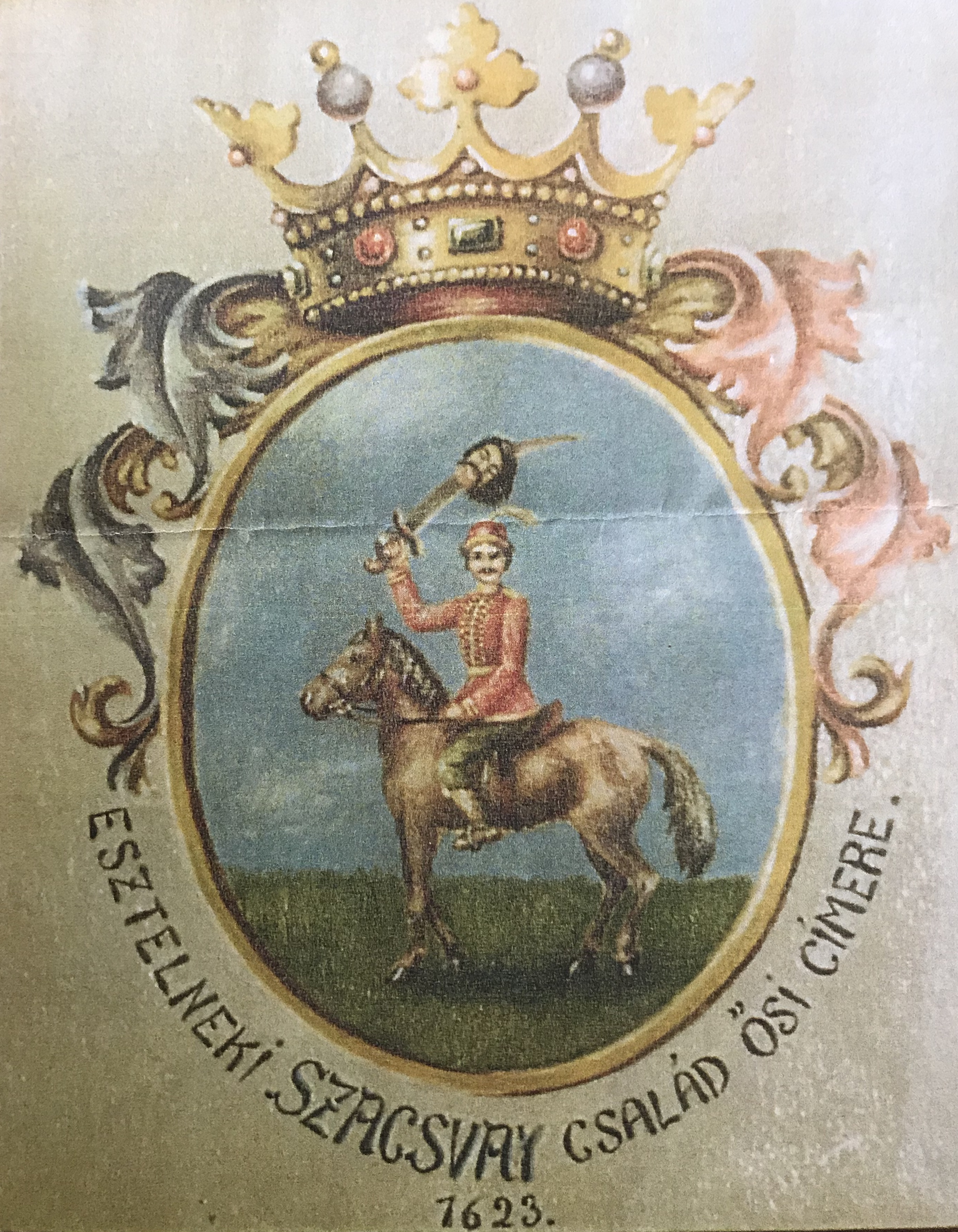
Az Esztelneki Szacsvay család ősi címere 1623
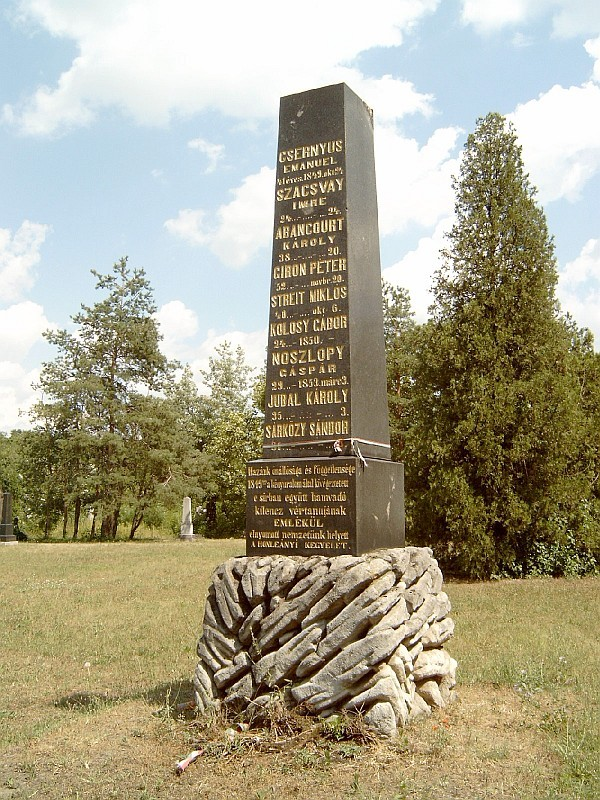
Csernyus Emmánuel, Szacsvay Imre, Karol Gustaw d’Abancourt de Franqueville, Peter Giron, Streith Miklós, Kolosy György, Noszlopy Gáspár, Jubál Károly, Sárközy Soma az 1848–49-es forradalom és szabadságharc és a Makk-féle összeesküvés kilenc vértanújának közös sírja a Kerepesi úti temetőben.

## Emlékezete
- 1904-ben utcát neveztek el róla Nagyváradon.
- Ma is álló emlékszobrát, Margó Ede alkotását 1907. március 15-én leplezték le nagyváradi Ezredévi Emléktéren. Felirata: „Csak egy tollvonás volt bűne”. 1937 júniusában a román hatóságok eltávolították a szobrot és a múzeum raktárába szállították. A második bécsi döntés után, 1942. május 5-én, ismét felállították régi helyére, ahol napjainkban is áll. Soós István Nagyvárad polgármestere akkor beszédében figyelmeztetett: „Midőn Nagyvárad város közönsége nevében újból átadom a kegyeletnek és tiszteletnek Szacsvay Imre szobrát, teszem ezt abban a reményben, hogy ez a szobor most már örökké és véglegesen megtartja helyét és Nagyvárad magyarsága elég erős lesz, hogy ezt a szobrot és vele együtt a magyar érdekeket bármikor, bárkivel szemben megvédelmezze.” 1990-től kezdve a szobor a március 15-i és október 6-i nagyváradi, bihari megemlékezések fő színterévé vált. 1999. október 24-én – 1942 óta először – emlékeztek meg szélesebb keretek között Nagyváradon Szacsvay Imréről.
- 2000. október 24-én a Magyar Országgyűlés jegyzői kara kezdeményezésére első alkalommal rendeztek Budapesten Szacsvay Imre-emléknapot. Ezen Nagyváradot háromtagú küldöttség képviselte: Kapy István nagyváradi alpolgármester, Lakatos Péter bihari alispán dr. Fleisz János történész, egyetemi tanár. A megemlékezés Szacsvay Imre síremlékének megkoszorúzásával kezdődött a Fiumei úti Nemzeti Sírkert 31-es parcellájánál. A váradiak hasonló tisztelgésére azelőtt 101 évvel került sor. Az esemény Szacsvay emléküléssel, majd Szacsvay portréjának Áder János, az országgyűlés akkori elnöke általi leleplezésével folytatódott az Országgyűlés jegyzőinek irodájában, amelyet az óta Szacsvay-teremnek neveznek. Akkor határozták el, hogy évente, október 24-én megszervezik a Szacsvay-emléknapot, felváltva Nagyváradon, illetve Budapesten. A kezdeményezést 2001-ben hivatalos megállapodás rögzítette. Ugyanakkor az Országgyűlés jegyzői kara megalapította a Szacsvay Imre-díjat, amelyet nagyváradi, bihari, 35 év alatti kiváló alkotók, művészek, politikusok kaphattak meg. Azóta a megemlékezések rendszeressé váltak. A szobrot 2015-16 között restaurálták.
- 2011-ben Nagyváradon általános iskolát neveztek el róla.
- 2014. március 16-án a Biharsályi katolikus templom kertjében, Szacsvay Imre bronz mellszobrát állították fel, amely Deák Árpád nagyváradi szobrász alkotása. Az ünnepi eseményekre árnyat vetett politikai felhangok kimutatták, hogy a megemlékezéseket politikamentessé kell tenni, hogy az egész helyi magyar közösség magáénak érezze ezeket minden párt és ideológiai kötöttség nélkül.
- Ezeken kívül a debreceni Kossuth-szobor talapzatán is ott áll Szacsvay Imre a nagyváradihoz hasonló alakja – ugyancsak Margó Ede alkotása.
- Budapesten, Debrecenben, Miskolcon utca őrzi Szacsvay Imre nevét.
- A budapesti Magyar Nemzeti Múzeum három Szacsvay-relikviát őriz: a pesti Újépület siralomházában 1849. október 23-án írt búcsúlevelét, biedermeier íróasztalát és egy Gyalókay Lajos által 1845-ben készített arcképet.
- Újabb ábrázolások: Szacsvay Imre ülő alakos képe – Az Országgyűlés Jegyzői Irodájában. Kiss Tibor: Az 1849. évi megtorlás vértanúi: Az aradi tizenhárom és Szacsvay Imre portréja – A Hadtörténeti Múzeumban.

## Művei
- Népkivánatok. Nagyvárad, 1848
- Álarcz és nefelejts című elbeszélése (eredeti kézirat)
- Intelmek című elmélkedései
- Vers- és népdalgyűjteményei
- Búcsúlevele